# Vallensbæk Sogn

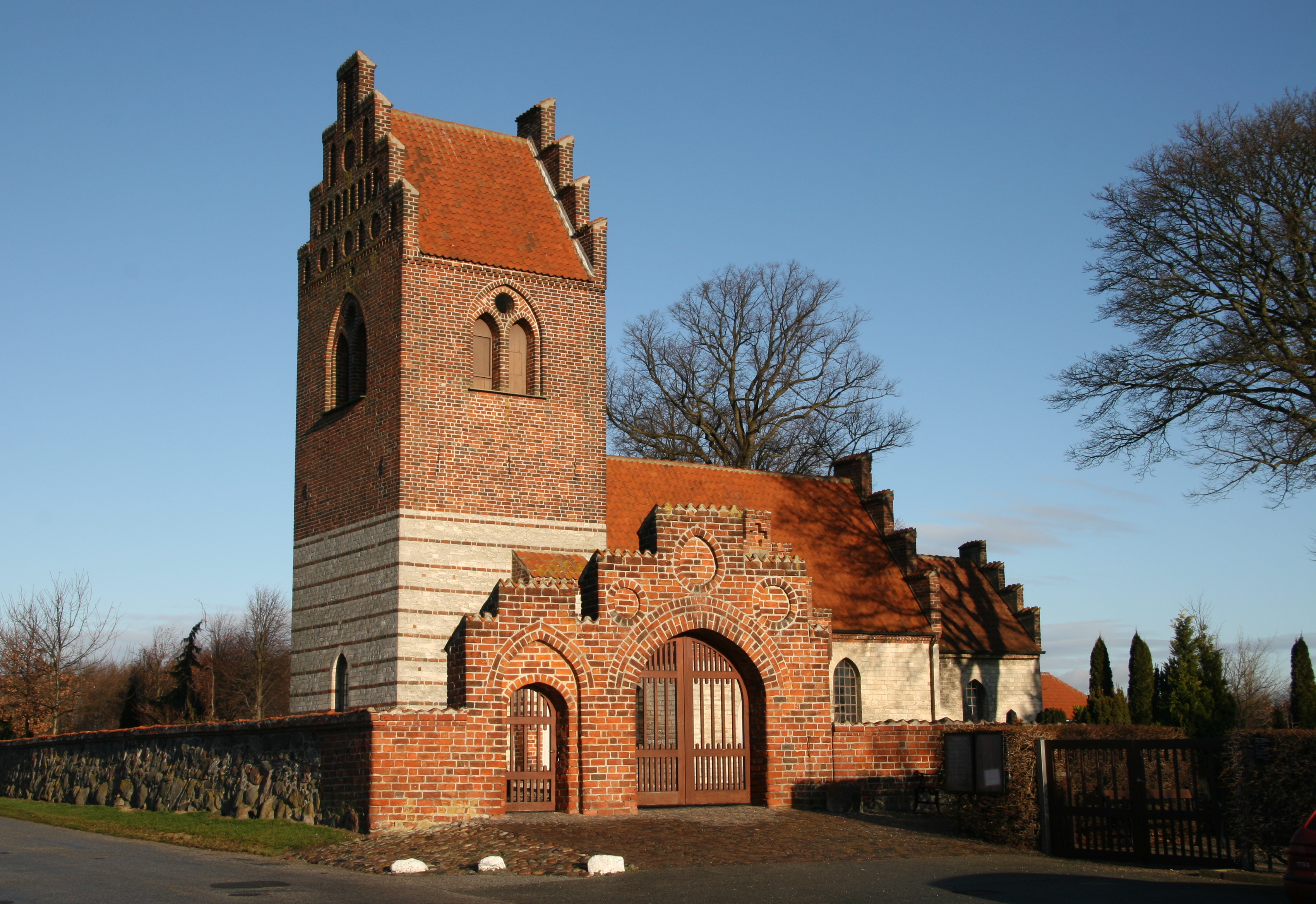
Vallensbæk Kirke

Vallensbæk Sogn ist eine Kirchspielsgemeinde (dän.: Sogn) in der flächengleichen Gemeinde Vallensbæk im Vorortbereich der dänischen Hauptstadt Kopenhagen. Bis 1970 gehörte sie zur Harde Smørum Herred im damaligen Københavns Amt. Mit der Auflösung der Hardenstruktur wurde das Kirchspiel unverändert in die neu gegründete Kommune Vallensbæk übernommen, diese blieb mit der Kommunalreform zum 1. Januar 2007 ebenfalls unverändert, gehört aber seitdem zur Region Hovedstaden.
Am 1. Januar 2023 lebten 16.968 Einwohner im Kirchspiel, auf dem Gebiet der Gemeinde liegt die Vallensbæk Kirke.
Nachbargemeinden sind auf dem Gebiet der Albertslund Kommune im Norden Opstandelseskirkens Sogn, auf dem Gebiet der Brøndby Kommune im Nordosten Brøndbyvester Sogn und im Südosten Brøndby Strand Sogn, auf dem Gebiet der Ishøj Kommune im Südwesten Ishøj Sogn sowie im Nordwesten auf dem Gebiet der Høje-Taastrup Kommune das Kirchspiel Taastrup Nykirke Sogn. Im Süden grenzt das Kirchspiel an die Ostsee.